# Stephan Parent
Pour les articles homonymes, voir Parent.
Stephan Parent, né à Montréal au Québec, est un cinéaste québécois. 

## Biographie
Stephan Parent est le premier scénariste québécois à être représenté par un agent membre de la Writers Guild of America ; il obtient en outre le prix du meilleur scénario à l’American International Film Festival en 2010 et une nomination au Beverly Hills Film Festival en 2011. Il scénarise près de huit films[évasif], et produit et réalise cinq longs-métrages. 
Il publie son premier roman en 2006 aux Éditions Le Manuscrit, Le Sang des Braves, inspiré de la bataille de Long Sault en Nouvelle-France ; il en tire le scénario du film qu'il réalisera en 2010 sous le même titre,.
Il produit et réalise, entre autres, H5N1:Pandemonium, un film d'horreur présenté en tournée mondiale dans les festivals ; il réalise par ailleurs deux longs-métrages historiques, Empress of Ireland, et Le Sang des Braves, un film de science-fiction, Asuya, ainsi qu'un documentaire, Novembre 84,,

## Filmographie

### Comme scénariste
- 1993 : Le Sang des Braves
- 1998 : Empress of Ireland
- 1998 : Illusions
- 1999 : Un Simple Balade
- 2006 : Je me souviens
- 2008 : Ocean Lost
- 2011 : H5N1: Pandemonium
- 2014 : Asuya
- 2014 : Novembre 84
- 2015 : Cédrika

### Comme réalisateur
- 1998 : Illusions
- 2010 : Le Sang des Braves
- 2012 : H5N1 : Pandemonium
- 2013 : Empress of Ireland
- 2014 : Crippen
- 2014 : Asuya
- 2014 : Novembre 84

### Comme producteur
- 1998 : Illusions
- 2010 : Le Sang des Braves
- 2011 : Totem & Taboo
- 2012 : H5N1 : Pandemonium
- 2013 : Empress of Ireland
- 2014 : Novembre 84
- 2014 : Asuya

### Distinctions
- Festival du film de Silver Lake (en) 1998 : Sélection officielle pour Illusions
- Festival du film de Beverly Hills 2011 : Sélection officielle pour Blood of Braves[10]
- Festival international du film de Phnom Penh 2014 : Sélection officielle pour Crippen[11],[12]